# Lucky Louie
Lucky Louie est une sitcom américaine en 13 épisodes de 22 minutes, créée par Louis C.K. et diffusée entre le 11 juin 2006 et le 27 août 2006 sur HBO. 
En Belgique, la série a été diffusée sur BeTV. En France, la série est disponible sur OCS Go depuis le 5 juillet 2018. Néanmoins, elle reste inédite dans les autres pays francophones.

## Synopsis
Louie et Kim sont un couple d'Américains moyens parents d'une fillette de quatre ans, Lucy. Louie travaille à mi-temps chez son ami Mike qui vend des pots d'échappement et Kim est une infirmière hospitalière à plein temps et assume donc les charges de la famille, ce qui crée des tensions dans le couple...

## Distribution
- Louis C.K. (VF : Patrick Poivey) : Louie
- Pamela Adlon (VF : Marie Vincent) : Kim
- Michael G. Hagerty (VF : Pascal Casanova) : Mike
- Kelly Gould (VF : Camille Donda) : Lucy
- Laura Kightlinger (VF : Josiane Pinson) : Tina
- Jerry Minor (VF : Lucien Jean-Baptiste) : Walter
- Kim Hawthorne (VF : Géraldine Asselin) : Ellen
- Rick Shapiro (VF : Boris Rehlinger) : Jerry
- Jim Norton (VF : Jérôme Pauwels) : Rich

## Épisodes
1. Tout n'est pas une question d'argent (Pilot)
2. À la recherche de l'orgasme (Kim's O)
3. L’Agression (A Mugging Story)
4. Une statuette encombrante (Long Weekend)
5. La Diète (Control)
6. Des fleurs pour Kim (Flowers for Kim)
7. Discipline (Discipline)
8. Bon débarras (Get Out)
9. Boire et conduire (Drinking)
10. Lucky Louie (Confessions)
11. Louie démissionne (Louie Quits)
12. Kim déménage (Kim Moves Out)
13. Titre français inconnu (Clowntime is Over) non diffusé